# بیل راولینگس
بیل راولینگس (به انگلیسی: Bill Rawlings) بازیکن فوتبال زادهٔ ۳ ژانویه ۱۸۹۶ اهل کشور انگلستان که سابقهٔ بازی در تیم ملی فوتبال انگلستان را در کارنامهٔ خود دارد. وی در تاریخ ۱۳ مارس ۱۹۲۲ نخستین بازی ملی خود را در مقابل تیم ملی فوتبال ولز انجام داد و با حضور در ۲ بازی ملی، در تاریخ ۸ آوریل ۱۹۲۲ واپسین بازی ملی‌اش را در برابر تیم ملی فوتبال اسکاتلند برگزار کرد.